# Montambert
Montambert est une commune française située dans le département de la Nièvre, en région Bourgogne-Franche-Comté.

## Géographie

### Localisation
On accède au village de Montambert par la N 81 et la D 979. Ce village est desservi par la gare de Cercy-la-Tour. 
« Situé dans un vallon, entouré de bois, au sol peu fertile et recouvert de nombreux bois d'un rapport médiocre par manque de débouché. Les bois servaient pour les forges et alimentaient en charbon de bois la capitale ». 
Telle est la description qu'en faisait Née de La Rochelle en 1827. 
Le village situé à une altitude moyenne de 231 mètres, à 20 km du parc naturel régional du Morvan.

### Hydrographie
- Rivière : la Cressonne ;
- Etangs : on en compte 32 sur territoire communal.

### Climat
Pour des articles plus généraux, voir Climat de la Bourgogne-Franche-Comté et Climat de la Nièvre.
En 2010, le climat de la commune est de type climat océanique dégradé des plaines du Centre et du Nord, selon une étude du Centre national de la recherche scientifique s'appuyant sur une série de données couvrant la période 1971-2000. En 2020, Météo-France publie une typologie des climats de la France métropolitaine dans laquelle la commune est exposée à un climat océanique altéré et est dans la région climatique  Centre et contreforts nord du Massif Central, caractérisée par un air sec en été et un bon ensoleillement. 
Pour la période 1971-2000, la température annuelle moyenne est de 10,7 °C, avec une amplitude thermique annuelle de 16,4 °C. Le cumul annuel moyen de précipitations est de 862 mm, avec 12,5 jours de précipitations en janvier et 7,5 jours en juillet. Pour la période 1991-2020, la température moyenne annuelle observée sur la station météorologique de Météo-France la plus proche, « Fours », sur la commune de Fours à 6 km à vol d'oiseau, est de 11,4 °C et le cumul annuel moyen de précipitations est de 904,1 mm. 
La température maximale relevée sur cette station est de 40,8 °C, atteinte le 5 août 2003 ; la température minimale est de −13,2 °C, atteinte le 24 décembre 2001,,. 
Les paramètres climatiques de la commune ont été estimés pour le milieu du siècle (2041-2070) selon différents scénarios d'émission de gaz à effet de serre à partir des nouvelles projections climatiques de référence DRIAS-2020. Ils sont consultables sur un site dédié publié par Météo-France en novembre 2022.

### Villages, hameaux, lieux-dits, écarts,
(liste non exhaustive)
- Tannay-sur-Loire (rattaché en 1827) - Domaine Doré - Domaine Guillin - Domaine Joyon - la Réserve - les Cours - les Basses Naudées - Bruyères de Mont.

## Urbanisme

### Typologie
Au 1er janvier 2024, Montambert est catégorisée commune rurale à habitat très dispersé, selon la nouvelle grille communale de densité à sept niveaux définie par l'Insee en 2022.
Elle est située hors unité urbaine et hors attraction des villes,.

### Occupation des sols
L'occupation des sols de la commune, telle qu'elle ressort de la base de données européenne d’occupation biophysique des sols Corine Land Cover (CLC), est marquée par l'importance des forêts et milieux semi-naturels (56,6 % en 2018), une proportion identique à celle de 1990 (56,6 %). La répartition détaillée en 2018 est la suivante : forêts (56,6 %), prairies (22,8 %), zones agricoles hétérogènes (13,2 %), terres arables (5,2 %), eaux continentales (2,2 %). L'évolution de l’occupation des sols de la commune et de ses infrastructures peut être observée sur les différentes représentations cartographiques du territoire : la carte de Cassini (XVIIIe siècle), la carte d'état-major (1820-1866) et les cartes ou photos aériennes de l'IGN pour la période actuelle (1950 à aujourd'hui).

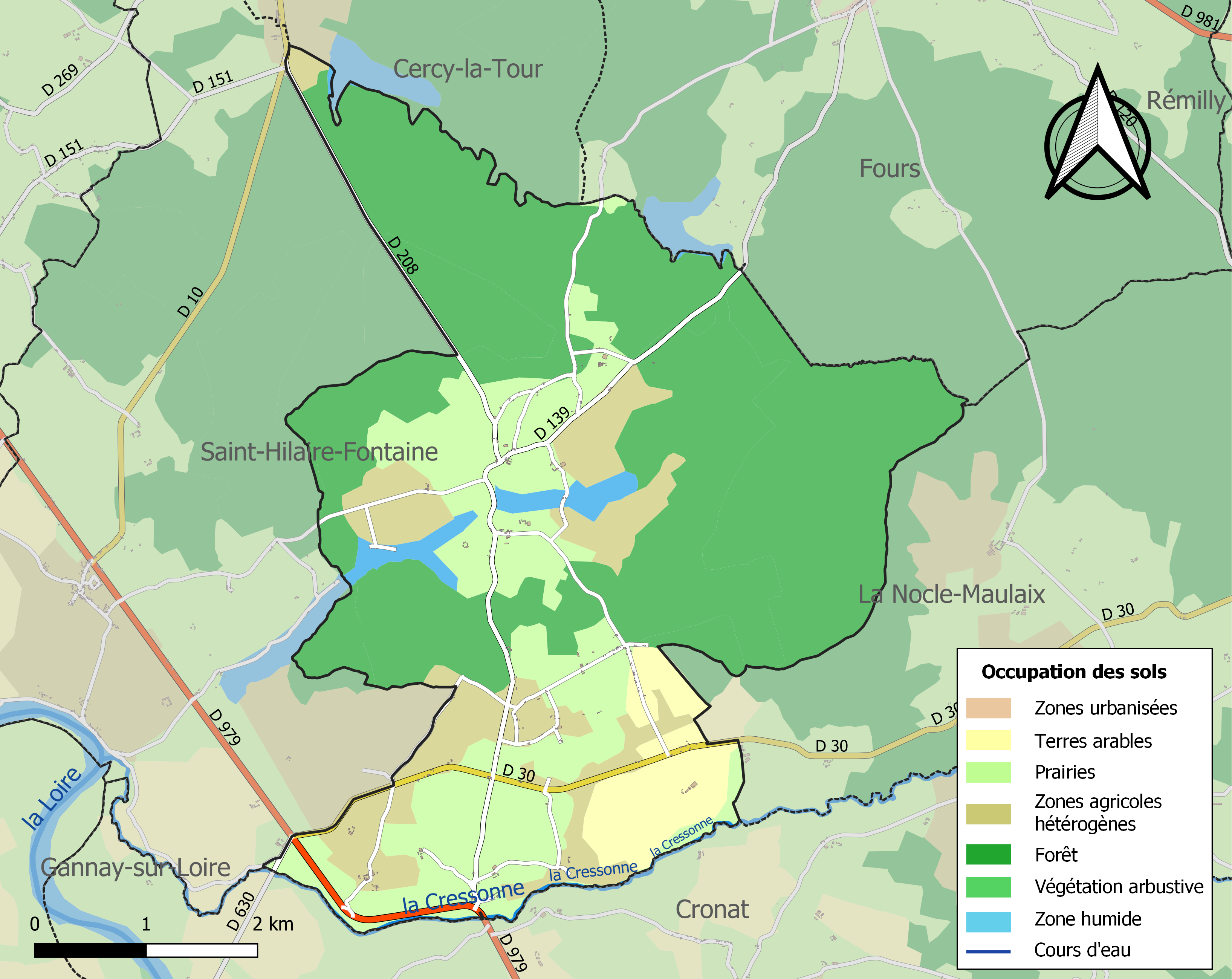
Carte des infrastructures et de l'occupation des sols de la commune en 2018 (CLC).

## Toponymie
En 1793, le bourg portait le nom de Montembert ; en 1801 de Montaubers et le 13 avril 1970 devient Montambert, après avoir été Montambert-Tannay.

## Histoire
L'église de Monte Ansberti est, semble t'il, donnée au prieuré de La Charité-sur-Loire en 1075 par le comte Guillaume Ier de Nevers. Cependant, on ne trouve aucune trace de ce don dans les sources écrites. Les bulles papales de Pascal II en 1107, puis de Lucius II, en 1144, confirment que la paroisse dépend de la « fille ainée de Cluny » ; un prieuré est alors érigé peu après et occupé par quelques moines clunisiens. 

## Politique et administration

### Liste des maires
| Période                                  | Période  | Identité              | Étiquette | Qualité |
| ---------------------------------------- | -------- | --------------------- | --------- | ------- |
| avant 1981                               | 1992     | Marcel Radufe         | PS        |         |
| 2001                                     | 2014     | Martine de Beaumesnil |           |         |
| 2014                                     | En cours | Marie-Christine Roy   |           |         |
| Les données manquantes sont à compléter. |          |                       |           |         |

## Population et société

### Démographie
L'évolution du nombre d'habitants est connue à travers les recensements de la population effectués dans la commune depuis 1793. Pour les communes de moins de 10 000 habitants, une enquête de recensement portant sur toute la population est réalisée tous les cinq ans, les populations de référence des années intermédiaires étant quant à elles estimées par interpolation ou extrapolation. Pour la commune, le premier recensement exhaustif entrant dans le cadre du nouveau dispositif a été réalisé en 2007.

En 2022, la commune comptait 116 habitants, en évolution de −10,08 % par rapport à 2016 (Nièvre : −3,28 %, France hors Mayotte : +2,11 %).
| 1793 | 1800 | 1806 | 1821 | 1831 | 1836 | 1841 | 1846 | 1851 |
| ---- | ---- | ---- | ---- | ---- | ---- | ---- | ---- | ---- |
| 300  | 445  | 425  | 503  | 653  | 654  | 602  | 655  | 565  |

| 1856 | 1861 | 1866 | 1872 | 1876 | 1881 | 1886 | 1891 | 1896 |
| ---- | ---- | ---- | ---- | ---- | ---- | ---- | ---- | ---- |
| 506  | 556  | 600  | 571  | 554  | 574  | 595  | 583  | 582  |

| 1901 | 1906 | 1911 | 1921 | 1926 | 1931 | 1936 | 1946 | 1954 |
| ---- | ---- | ---- | ---- | ---- | ---- | ---- | ---- | ---- |
| 527  | 527  | 521  | 464  | 439  | 395  | 374  | 361  | 340  |

| 1962 | 1968 | 1975 | 1982 | 1990 | 1999 | 2006 | 2007 | 2012 |
| ---- | ---- | ---- | ---- | ---- | ---- | ---- | ---- | ---- |
| 261  | 210  | 178  | 164  | 155  | 132  | 134  | 134  | 140  |

| 2017 | 2022 | - | - | - | - | - | - | - |
| ---- | ---- | - | - | - | - | - | - | - |
| 123  | 116  | - | - | - | - | - | - | - |

### Enseignement
Dépend de l'académie de Dijon, les écoles primaires de la commune dépendent de l'Inspection académique de la Nièvre et pour le calendrier des vacances scolaires de la zone B.

## Culture locale et patrimoine

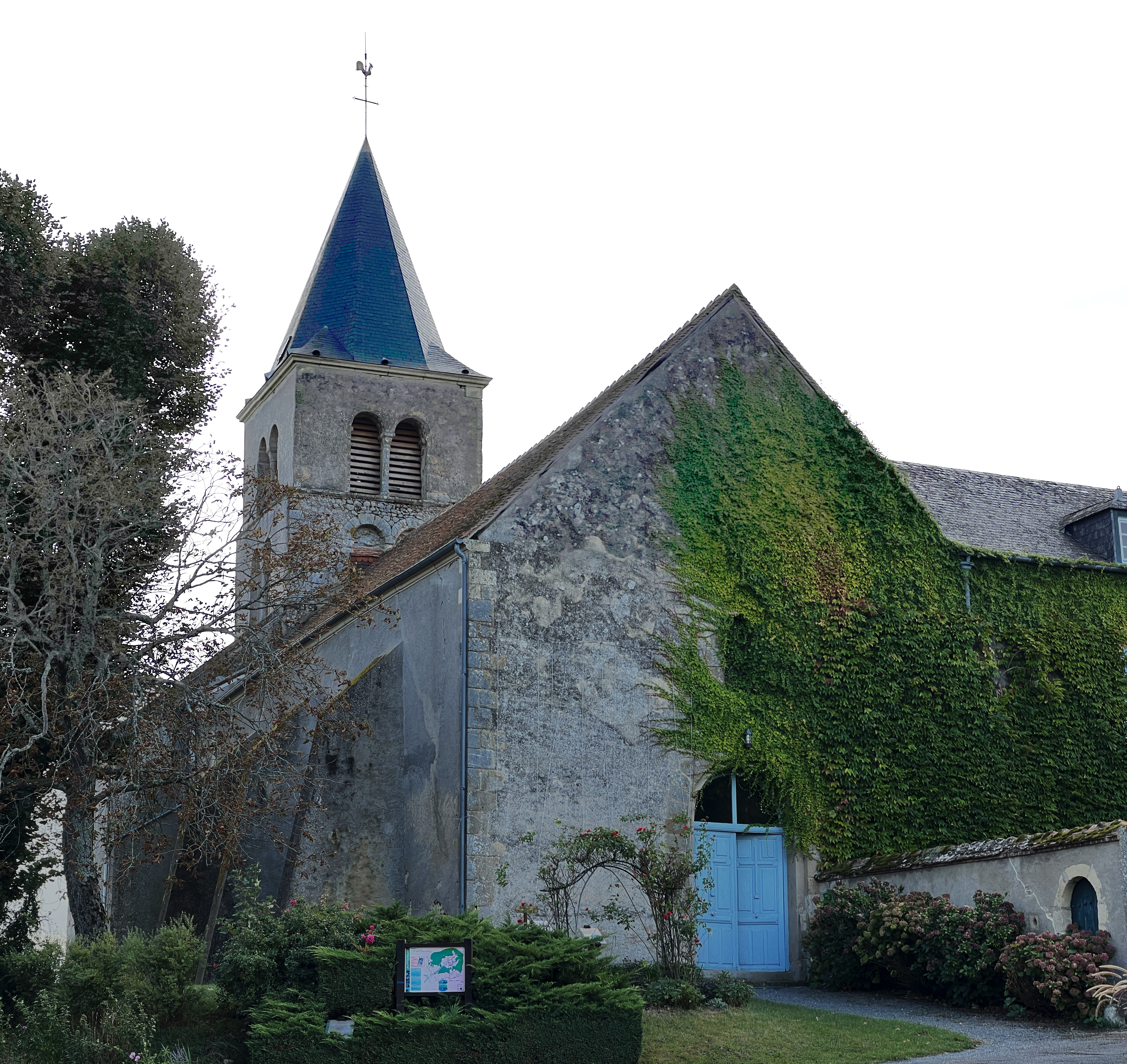
L'église Saint-Pierre.

### Lieux et monuments
Religieux
- L'église, ex-prieuré Saint-Pierre d'Antioche de Montambert  Inscrit MH (1981), est paroissiale et les bâtiments conventuels sont privés. Les principaux éléments datent des XIe et XIIe siècles : chœur, abside, chapelles latérales et base du clocher. La commune est classée site clunisien depuis 2004.

Civils
- Demeure dite : Château du Pont de Cressonne à l'est du hameau de Tannay-sur-Loire, (propriété privée). Première moitié du XVIIe siècle ; 2e moitié du XIXe siècle ; 1er quart du XXe siècle[18]. Les seigneurs du lieu furent inhumés dans l'église de Tannay-sur-Loire. Les propriétaires successifs sont les familles : Gerbault (1580) ; Pélerin de Mary (1590) ; Marie Petit (1603) ; François d'Escorailles (1626) qui portait : «  D'azur à trois bandes d'or » ; Pierre Cézaro Duprez qui vendit à Gaspard Chaussin d'Harly qui le conserva jusqu'à la Révolution ; puis la famille Vion de Gaillon ;
- Maison éclusière de Montambert ;
- Mairie-école : édifice construit sur le C.V.O.7 après 1830 d'après Gauthier dont le maître d'œuvre est inconnu. Il possède un étage carré avec un escalier intérieur. La construction est en moellons et briques recouverts d'enduit. Le toit est à longs pans ; pignon ; couverture en ardoises[19] ;
- Ferme Chez Doré : ensemble du début du XIXe siècle ; porcherie ; étable ; grange ; poulailler ; fenil. Sous-sol ; rez-de-chaussée ; escalier droit ; escalier extérieur. Toit à longs pans recouvert en tuile plate ; appentis. Comble à surcroît ; corniche à trois rangs de briques superposés[20] ;
- Croix de chemin : située devant la mairie-école, à proximité de l'église. Elle est en calcaire ; brique ; fonte ; ferronnerie à décor végétal d'une hauteur de 4,25 m sur 1,09 m et une profondeur de 1,07 m. Propriété de la commune[21] ;
- Croix du cimetière : en béton fer et fonte ferronnerie, ange de 213 cm de haut sur 100 cm de large et 100 cm de profondeur, maître-d 'œuvre inconnu, datée du XIXe siècle, propriété de la commune[22] ;
- Presbytère : maison avec jardin et enclos sur rez-de-chaussée datée de 1854 dont l'architecte est inconnu[23].